# Мордовець Олег Юрійович
О́лег Ю́рійович Мордовець — капітан Збройних сил України.
Станом на березень 2017-го — військовослужбовець 12-ї окремої бригади армійської авіації.

## Нагороди
31 жовтня 2014 року за особисту мужність і героїзм, виявлені у захисті державного суверенітету та територіальної цілісності України, вірність військовій присязі під час російсько-української війни, відзначений — нагороджений орденом Богдана Хмельницького III ступеня.